# Эванс, Джон (пират)
Джон Эванс (англ. John Evans) — валлийский пират, у которого была короткая, но успешная карьера в Карибском море.

## Биография
Эванс был владельцем шлюпа, совершающего рейсы у острова Невис. Затем он работал лоцманом для судов, приплывающих из Ямайки. В это время заработная плата моряков была низкая, так как существовал дефицит вакансий. Именно поэтому к концу сентября 1722 года Эванс и несколько его друзей решили попытать счастья при ограблении. Они начали свою пиратскую деятельность, уйдя из Порт-Ройала в Ямайку в гребной лодке и причалив на северной стороне острова, чтобы совершить набег на поселения.
Несколько дней спустя они нашли маленький шлюп на якоре и присвоили его себе, дав ему имя Scowerer. Они приплыли в Гаити, где захватили испанский шлюп, на котором оказалась богатая добыча. При делёжке награбленного на одного человека получилось по 150 фунтов стерлингов. Они продолжили грабить другие суда, присоединяя их к собственной эскадре и побуждая команды захваченных кораблей перейти на свою сторону. Пираты двигались к Большим Каймановым островам, чтобы произвести килевание и мелкий ремонт.
Именно тогда произошёл инцидент, который положил конец пиратской карьере Эванса. У капитана были напряжённые отношения с боцманом своего судна, и они несколько раз имел серьёзно поссорились. В конце концов, боцман бросил вызов капитану на дуэль с пистолетами и саблями. По пиратским законам, подобное действие могло совершаться только на суше, дуэль на корабле пресекалась немедленной смертной казнью обоих дуэлянтов. Когда они достигли земли, капитан Эванс напомнил боцману об этом, но последний отказался драться. Возмущенный его трусостью, Эванс избил его своей тростью, что привело боцмана в ярость. Выхватив пистолет, он выстрелил капитану в голову, убив его на месте. Сразу после этого незадачливый убийца попытался убежать, но был захвачен и растерзан командой корабля. Без капитана команда решила расформироваться, разделив между собой добычу стоимостью около 9000 фунтов.